# Бавленское сельское поселение
Бавленское се́льское поселе́ние — муниципальное образование в Кольчугинском районе Владимирской области Российской Федерации.
Административный центр — посёлок Бавлены.

## География
Территория поселения расположена в северо-восточной части района.

## История
Образовано 16 мая 2005 года в соответствии с Законом Владимирской области № 64-ОЗ. В его состав вошли территории бывших Бавленского и Большекузьминского сельских округов.

## Население
| 2010  | 2011  | 2012  | 2013  | 2014  | 2015  | 2016  | 2017  | 2018  |
| ----- | ----- | ----- | ----- | ----- | ----- | ----- | ----- | ----- |
| 3876  | ↗3887 | ↘3774 | ↘3672 | ↘3631 | ↘3591 | ↘3544 | ↘3493 | ↘3471 |
| 2019  | 2020  | 2021  |       |       |       |       |       |       |
| ↘3459 | ↘3370 | ↗3703 |       |       |       |       |       |       |

## Состав сельского поселения
| №  | Населённый пункт    | Тип населённого пункта          | Население |
| -- | ------------------- | ------------------------------- | --------- |
| 1  | Бавлены             | посёлок, административный центр | ↗2900     |
| 2  | Бавлены             | село                            | ↘48       |
| 3  | Болдинка            | деревня                         | ↘0        |
| 4  | Большое Кузьминское | село                            | ↘668      |
| 5  | Глядки              | деревня                         | ↗11       |
| 6  | Ежово               | деревня                         | ↘14       |
| 7  | Зекрово             | деревня                         | →0        |
| 8  | Клины               | посёлок                         | ↘10       |
| 9  | Клины               | село                            | →0        |
| 10 | Кривдино            | деревня                         | ↗4        |
| 11 | Плоски              | деревня                         | ↗17       |
| 12 | Семендюково         | деревня                         | →17       |
| 13 | Товарково           | деревня                         | ↘14       |